# 글로벌 워즈
글로벌 워즈(Global Wars)는 링 오브 오너가 주관하는 월간 페이퍼뷰로 2012년 5월 12일에 처음 진행되었다. 원래는 보더 워즈(Border Wars)로 명명되었으나, ROH가 일본 신일본 프로레슬링(New Japan Pro-Front)과의 파트너십을 발표한 후 일본 레슬링(NJPW) 프로모션과 함께 2014년에 글로벌 워즈(Global Wars)로 이름이 변경되었다.
새로운 이름으로 진행된 이번 행사는 두 프로모션이 공동 제작하는 슈퍼쇼가 됐다. 처음 5회는 캐나다 온타리오주 토론토의 테드 리브 아레나에서 열렸으며, 6회는 일리노이주 시카고 리지의 프론티어 필드하우스에서 열렸다. 2012년부터 2016년까지 이 행사는 워 오브 더 월즈(War of the Worlds)와 함께 5월에 열렸으나 2017년에는 글로벌 워즈가 10월로 옮겨져 4개의 행사 투어가 이루어졌다. (뉴욕 버팔로, 펜실베니아주 피츠버그, 오하이오주 콜럼버스, 일리노이주 빌라파크 횡단) 2018년에는 4개 이벤트 투어로 투어가 다시 11월로 옮겨졌다. (뉴욕 버팔로, 캐나다 온타리오주 토론토, 매사추세츠주 로웰, 메인주 루이스턴 경유)